# FishBase

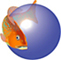

FishBase este o bază de date online cu informații în limba engleză și imagini despre pești. În februarie 2009, exista documentație despre 31.100 specii de pești cu 47.300 imagini și 42.600 de referințe. Informațiile sunt oferite gratuit datele și imaginile fiind însă sub drepturi de autor.